# 人民教育出版社

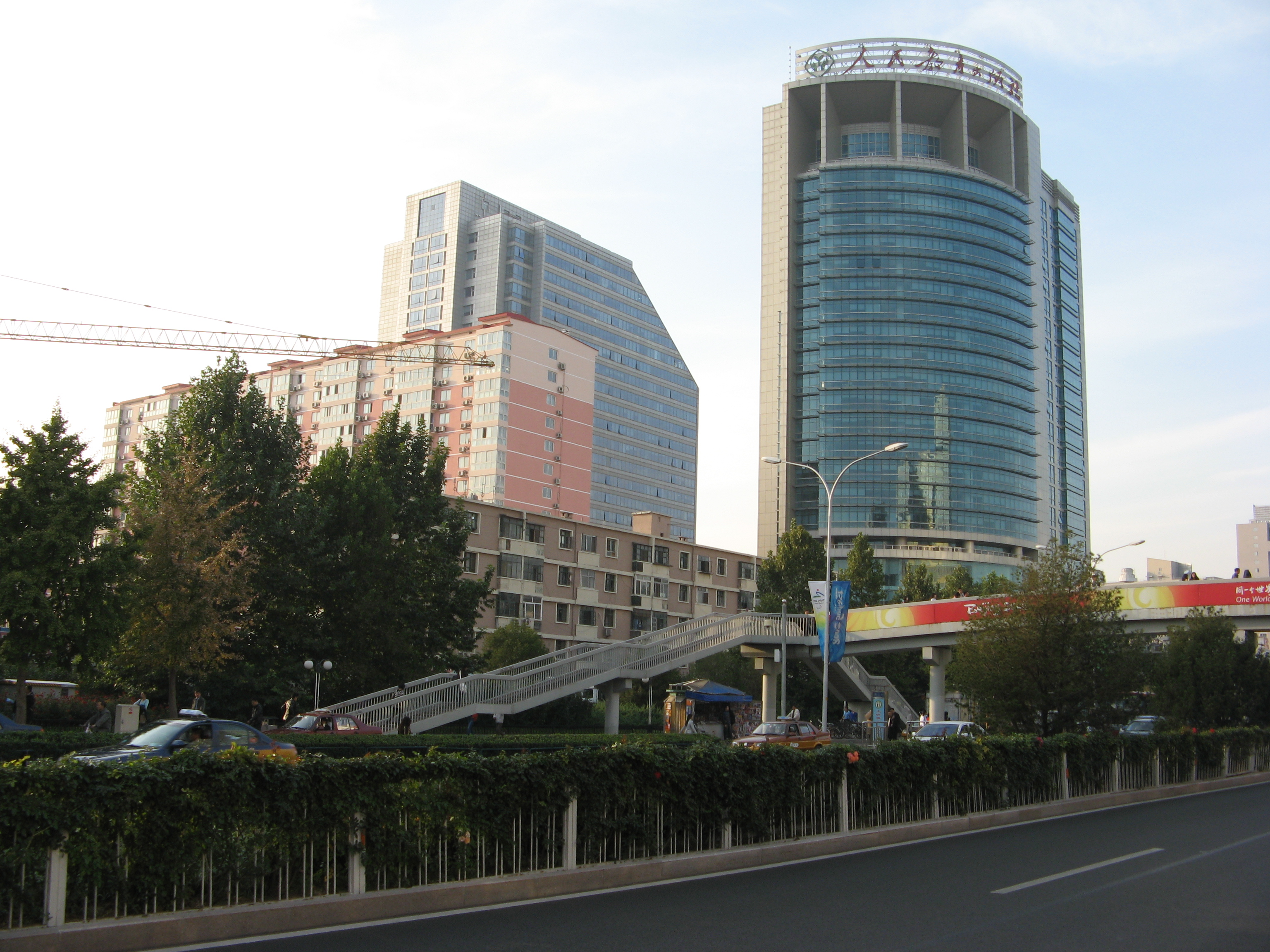
人教社总部位于北京紫竹院街道魏公村

人民教育出版社有限公司，通称人民教育出版社（英語：People's Education Press, PEP），简称人教社，是中华人民共和国一家国营教育类专业出版社，ISBN代码为978-7-107。成立于1950年12月1日，中共中央主席毛泽东题写社名。人民教育出版社现为中华人民共和国教育部部属企业中国教育出版传媒集团有限公司下属企业，主要从事基础教育教材和其他门类教材及教育图书的研究、编写、编辑、出版和发行工作。从1951年起编写出版了11套全国通用中小学教材；2017年秋季学期起启用的语文、历史、道德与法治（高中思想政治）三科中小学统编教材也由人教社编写。累计出版各类出版物3万余种，发行量逾600亿册。1953年出版《新华字典》音序排列本，是中华人民共和国成立后编写的第一部字典（后该字典由商务印书馆出版）。

## 历史
1950年12月1日，人民教育出版社正式成立。首任社长兼总编辑为文学家、教育家、出版家叶圣陶。
1953年出版新中国第一部语文工具书《新华字典》（音序排列本），后因出版社分工调整交商务印书馆出版。
1955年7月，教育部批复同意人教社设立文化教育出版社副牌。
1960年4月1日至1965年1月1日曾与高等教育出版社合并，组织出版十年制和十二年制中学以上的高等院校教材。
1966年5月，文化大革命全面爆发，人教社被迫停止工作，所有编辑、出版的教材被停止使用。
1969年-1972年，人教社职工下放至安徽凤阳教育部“五七干校”劳动锻炼。
1989年10月前曾有副牌“文化教育出版社”。现另挂副牌“课程教材研究所”，由邓小平题写所名。
2005年9月，人民教育出版社迁到位于海淀区中关村南大街17号A座的近5万平米大楼。
2010年12月18日，中国教育出版传媒集团成立，人民教育出版社成为集团核心成员之一。人教社自此由事业单位转为企业。
2014年12月，人民教育出版社启动中国教育出版行业首个博士后科研工作站，与华东师范大学联合招收培养博士后。

## 主要出版物

### 图书
- 义务教育教科书
- 义务教育教科书（五·四学制）
- 普通高中教科书
- 普通高中课程标准实验教科书
- 义教课标实验教材教辅
- 普高课标实验教材教辅
- 中小学生课外读物
- 对外汉语教材教辅
- 职业学校教材教辅
- 师范院校教材
- 教育图书
- 工具书

### 音像制品
人教社出版有大量的基础教育音像制品，如《标准中文（修订版）》、《东方童话数学──面向未来的创造性思维》、《中日交流标准日本语》、《学、初中听说英语》等。

#### 历史
1999年6月，经教育部和新闻出版署批准，人民教育电子音像出版社成立。王冀良任社长，刘意竹任总编辑。
2000年1月31日，人民教育电子音像出版社出版的《千秋基业—邓小平与中国教育》（VCD）《加菲中国奇遇记》（录像带）和《初中化学》（录像带）获首届“国家音像制品奖”。

#### 产品

##### 录音教材
- 义务教育教科书系列
- 普通高中教科书系列
- 普通高中课程标准实验教科书系列
- 全日制普通高级中学（必修）系列
- 幼儿园活动体验课程教师参考书系列
- 新版中日交流标准日本语
- 全国中小学生幼儿系列广播体操
- 第三套全国中小学生系列广播体操

##### 录像教材
- 义务教育课程标准小班教学录像光盘系列
- 全国中小学生（幼儿）系列广播体操
- 千秋基业——邓小平与中国教育

##### 多媒体教材
- 2002年、2003年全国中小学电脑制作活动优秀作品集锦

## 教学用具
- 点读发声数码教鞭
- 科学计算器
- 小学数学教具

## 相关事件
- 2020年6月，有中国大陆网民发现人教版数学八年级下册的自读课本中论述爱因斯坦使用质能方程式{\displaystyle E=mc^{2}}证明勾股定理的低级错误，引发网络热议[6]。
- 2021年8月3日，正值吴亦凡强奸、聚众淫乱案发酵时期，人教版小学英语教材多次出现一位戴眼镜的小男孩，名叫“Wu Yifan”。由于读音相似，不少人认为该人物代指艺人吴亦凡，尤其是与加拿大灵通教育有限公司（Lingo Learn Corporation）合作编写而成，并且吴亦凡拥有加拿大国籍，很容易让人产生联想。人民教育出版社微博发文对此否认，声明表示教材中使用的汉语拼音名字“Wu Yifan”是“吴一凡”，在2001年教材第一版审定开始沿用至今，与近些年才出现在公众视野的某涉案艺人无任何关联。考虑到两者发音相近，出版社将对任课教师和学生做好说明引导，避免学习中产生误解。[7]但在2022年春季学期，该人物改名为“Wu Binbin”[8]。
- 人民教育出版社教科书插图事件
- 2022年5月末，人教Pad（预装人教数字教材平板电脑[9]）因售价约4000元、配置远低于同价位iPad，引发舆论争议[10]；其后，官网的价格被删除，后人教社官方客服称，人教Pad均为学校统一采购，不向个人出售[9][11]。
- 2022年10月，有网民发现历版人教社中学语文教材收录的孟子作品《生于忧患，死于安乐》中的一句“故天将降大任于是人也”，该社负责人表示查阅众多古籍结果也显示是“故天将降大任于是人也”。此事件引发网民争议，认为在记忆中应该是「故天將降大任於斯人也」。而人教社负责人表示，「斯」和「是」兩個字都是表示「這」的意思，從意思上而言是一樣的。而后又有网民翻出证据，确有收录该文的教材使用「斯人」，如北京出版社2019年出版的義務教育教科書《語文》（九年級下冊）的《古文三則》，武漢大學出版社出版的《大學語文》以及冀教版小學五年級下冊語文教材第85頁的引用。據記者做的簡單調查，10個人當中有9人都稱自己以為正確的是「斯人」。浙江古籍出版社資深編輯路偉表示，現代漢語中，已很少用「是」作為「這」，但一些方言的平翹舌音發音不標準，于是將翹舌音「是」說成更快、更好發音的平舌音「斯」，這都是可能導致誤傳的原因；教育部統編中小學語文教科書總主編、北京大學中文系教授溫儒敏认为，可能是「斯人」在許多名詩名篇中出現過，且生活中有「斯人已逝」等常用的表達，使大家對該詞較為熟悉，也感覺更有「文氣」，所以都讀作「斯人」。但讀「斯人」也不能算讀錯。[12][13]